# 마루바시라촌
미부노촌(丸柱村)은 미에현 아야마군에 있던 촌이다. 현재 이가시 북서부, 국도 422호선 연선에 해당한다.

## 역사
- 1889년 4월 1일 - 정촌제 시행에 의해 아하이군 마루바시라촌이 성립하였다.
- 1896년 4월 1일 - 군제 시행에 의해 아야마군으로 변경되었다.
- 1955년 2월 1일 - 마루바시라촌의 일부가 아야마정과 합병해, 새로운 아야마정이 성립, 잔부는 우에노시에 편입되었다.

## 참고문헌
- 角川日本地名大辞典 24 三重県